# Isotta Fraschini V.6
L'Isotta Fraschini V.6 était un moteur d'avion construit par la division aéronautique du constructeur italien Isotta Fraschini à partir de 1915. Il avait une cylindrée de 7,389 cm3 répartie sur 6 cylindres en ligne. La puissance maximale développée à 2 000 tr/min était de 250 ch.

## Histoire
Au cours de la Première Guerre mondiale les moteurs d'avion les plus recherchés étaient des moteurs 6 cylindres en ligne dont les vibrations étaient nettement plus faibles que celles des 4 cylindres. Par rapport aux moteurs à 6 cylindres en V, ils présentaient l'avantage d'être plus faciles à produire et à entretenir.
Isotta Fraschini qui produisait depuis 1909 un premier moteur pour avions fut sollicitée en 1915 par la marine italienne pour produire une série de moteurs d'une puissance supérieure à 150 ch. C'est ainsi qu'apparurent les moteurs V.4B et V.6. Ces moteurs ont été produits à plusieurs milliers d'exemplaires également sous licence par les sociétés Bianchi et Tosi. 
Le moteur V.6 équipa les avions Caproni Ca.45, Macchi M.7 et les hydravions SIAI S.13 et Idro F.B.A.

## Caractéristiques
Moteur 6 cylindres en ligne, refroidi par air. Les cylindres sont en acier avec une culasse monobloc en aluminium. Il comporte deux soupapes par cylindre commandées directement par un arbre à cames en tête. Le système d'alimentation comprend deux carburateurs Zenith placés sur le côté gauche du moteur. Chaque carburateur alimente trois cylindres. Les gaz d'échappement sont collectés sur le côté droit.